# Siegfried Rossner
Siegfried Rossner (* 17. Mai 1914 in Berlin; † 25. Juni 1996 in Bad Pyrmont) war ein deutscher Fechter, deutscher Meister und Teilnehmer an den Olympischen Spielen 1952 in Helsinki. Er focht beim Turn-Klubb zu Hannover.

## Erfolge
Nachdem 1952 erstmals wieder deutsche Teilnehmer bei den Olympischen Spielen zugelassen waren, focht Rossner in der Säbel- und überraschend auch in der Florettmannschaft. Im Säbel schied er zusammen mit Willy Fascher, Hans Esser und Richard Liebscher in der zweiten Runde aus. Auch mit dem Florett endete das Turnier nach der zweiten Runde. Hier ersetzte Rossner seinen Teamkollegen Willy Fascher im Zweitrundengefecht aufgrund dessen schlechter Leistung in der ersten Runde, ebenfalls im Team waren Julius Eisenecker, Norman Casmir und Kurt Wahl. 
1954 wurde Rossner deutscher Meister im Säbeleinzel, 1952 belegte er bereits den zweiten Platz. Ebenfalls 1952 wurde er mit dem TK Hannover deutscher Mannschaftsmeister im Säbelfechten. Auch 1951 gewann der TK Hannover, die genaue Mannschaftsaufstellung ist jedoch nicht bekannt. Als Mitglied der Fechtabteilung des TK Hannovers wurde ihm 1956 das Silberne Lorbeerblatt verliehen.
Beruflich war Rossner Hotelier und Inhaber des Hotels „Damköhler“ in Bad Pyrmont, in dessen Gebäude 2012 die Stadtsparkasse zu finden war.